# Petèlia
|  | Per a altres significats, vegeu «Gens Petèlia». |

Petèlia o Petília (llatí: Petelia o Petilia grec antic: Πετηλία) va ser una antiga ciutat del Brútium a uns 20 km al nord de Crotona i uns 5 km de la costa. Era una ciutat molt antiga i la tradició grega diu que la va fundar Filoctetes després de la guerra de Troia, però probablement era una ciutat dels cons (chones) una tribu dels enotris. No va ser mai una ciutat gran però si molt ben situada per la defensa.
No és esmentada com una ciutat grega ni s'hi va establir cap colònia, però va ser amplament hel·lenitzada i va estar vinculada a Crotona, i dins el territori d'aquesta ciutat.
Els lucans la van conquerir i la van fortificar i es va convertir en una de les seves principals places fortes. Estrabó l'anomena «la metròpoli dels lucans», encara que no es trobava pròpiament a Lucània. A la Segona Guerra Púnica va ser lleial a Roma tot i la defecció de la major part del Brútium. Els brucis i el general Himilcó conjuntament la van assetjar, i van oferir ferotge resistència tot i no rebre ajut de Roma encara que n'havien demanat al senat, fins que finalment es van haver de rendir per la fam, diu Titus Livi. Els pocs habitants que es van salvar van poder retornar a la seva ciutat al final de la guerra i els romans els van afavorir especialment, cosa que va permetre la seva ràpida recuperació.
En temps d'Estrabó era una de les poques ciutats encara pròsperes del Brútium. Durant l'Imperi era un municipi, segons testimonien les inscripcions trobades. El seu nom encara consta a l'Itinerari d'Antoní i a la Taula de Peutinger.
Els Petelini Montes (τὰ Πετηλῖνα ὄρη), que menciona Plutarc on Espàrtac es va retirar després de ser derrotat per Marc Licini Cras, són el grup de muntanyes dels Apenins al sud de la ciutat de Cratis, entre Petèlia i Consentia.
Correspon a la moderna Strongoli.